# Jonesboro (Arkansas)
Jonesboro település az Amerikai Egyesült Államok Arkansas államában, Craighead megyében, melynek megyeszékhelye is. Lakosainak száma 78 576 fő (2020. április 1.).

## Népesség
A település népességének változása:
| Lakosok száma | 67 263 | 70 187 | 78 576 |
|               | 2010   | 2012   | 2020   |